# Робін Рошардт
Робін Рошардт (нар. 22 лютого 1988) — колишній швейцарський тенісист.
Найвищу одиночну позицію світового рейтингу — 509 місце досяг 13 квітня 2009, парну — 1006 місце — 15 червня 2009 року.

## Фінали ATP Челленджер і ITF Ф'ючерс

### Одиночний розряд: 3 (1–2)
| Легенда              |
| -------------------- |
| ATP Челленджер (0–0) |
| ITF Ф'ючерс (1–2)    |

| Фінали за покриттям |
| ------------------- |
| Тверде (1–0)        |
| Ґрунт (0–2)         |
| Трава (0–0)         |
| Килим (0–0)         |

| Результат | В-П | Дата     | Турнір                | Рівень  | Покриття | Суперник     | Рахунок       |
| --------- | --- | -------- | --------------------- | ------- | -------- | ------------ | ------------- |
| Перемога  | 1–0 | Тра 2008 | Греція F3, Каламата   | Ф'ючерс | Тверде   | Ніл Бамфорд  | 6–3, 7–6(7–5) |
| Поразка   | 1–1 | Чер 2008 | Австрія F4, Фанданс   | Ф'ючерс | Ґрунт    | Філіп Земан  | 3–6, 2–6      |
| Поразка   | 1–2 | Кві 2009 | Туреччина F3, Анталія | Ф'ючерс | Ґрунт    | Іван Сергєєв | 0–6, ret.     |